# Салле, Мари
Мари́ Салле́ (Marie Sallé; 1707—1756) — французская артистка балета и балетмейстер XVIII столетия, ученица знаменитой танцовщицы Франсуазы Прево. Также брала уроки в Парижской Опере у Мишеля Блонди и у Клода Баллона.

## Творческая биография
Дочь акробата, племянница знаменитого арлекина Франциска Муайена, Мари принадлежала к известной артистической семье Муайен (фр. Famille Moylin) и с 11 лет выступала в ярмарочных театрах Парижа (в комических операх, пантомимах, дивертисментах), где была замечена знаменитой исполнительницей Франсуазой Прево. Под её руководством Мария Салле становится одной из ведущих танцовщиц Королевской Парижской оперы. Дебют состоялся в 1721 году в «Венецианских празднествах» Кампра.

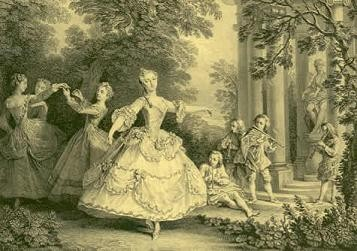
«Галантный балет» XVIII века

В 1725—1727 годах Мария была приглашена выступать в Лондоне (театр «Линкольнс Инн Филдз»). В Англии Салле имела огромный успех в так называемых «пантомимах Джона Рича» (артисты балета показывали весёлую пантомиму в стиле комедии дель арте, а также разыгрывали сюжеты, почерпнутые из античной мифологии).

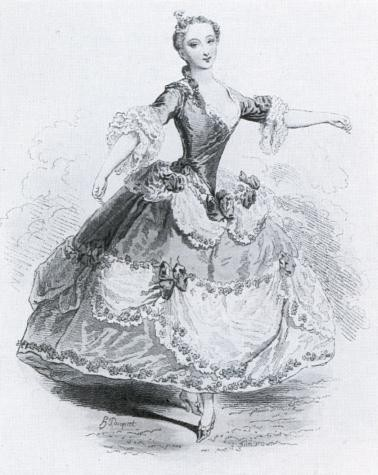
Мария Салле

Салле ещё несколько раз приезжала на работу по контракту в Лондон, где уже не просто танцевала в качестве примы, но и самостоятельно ставила балеты. Так, в 1734 году Салле поставила балет-пантомиму «Пигмалион», балет «Вакх и Ариадна».
В Лондоне Салле активно сотрудничает с самим Генделем. Для его опер «Орест», «Альцина», «Ариодант» Салле ставит все танцы. Ко второй редакции оперы «Верный пастух» («Il Pastor fido», первая версия — 1712) композитор добавил пролог, написанный специально «под» Салле — «Терпсихора».
Несмотря на признание за рубежом, Салле много выступает и на родине — в Королевской Парижской опере. Так, ей принадлежат ведущие партии в операх-балетах — «Галантная Европа» композитора Кампра, «Галантные Индии» Рамо, «Балет чувств». Много выступает она и в операх Ж. Б. Люлли, как и все французские оперы XVII—XVIII вв. включавших в себя балетные номера. Среди партнёров Антуан Бандьери де Лаваль.
В 1739—1752 годах Салле — частый гость в Версале. Её приглашают выступать в придворных спектаклях: Людовик XV и его фаворитка маркиза де Помпадур — большие любители балета.
В своём творчестве Салле пыталась связать танец с действием, использовать танцевальные движения и мимику для раскрытия содержания спектакля. Основное внимание танцовщица уделяла не технике, а грации и осмысленности танца. 

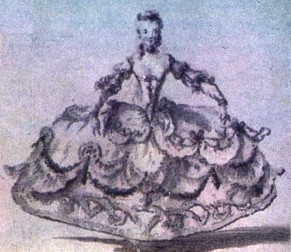
Костюм Салле для «галантного балета»

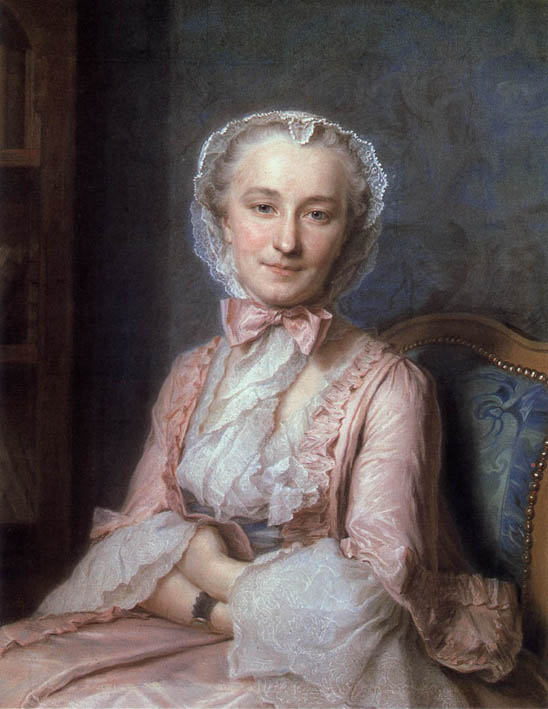
Портрет Мадемуазель Салле работы Мориса Кантена де Латура (1741 г.)
Лиссабон, Музей Калуста Гульбенкяна

Нарушая принятые в балетах XVIII века условности, Салле выступала в «Пигмалионе» в лёгком, близком к античному одеянии и с распущенными волосами. Однако то, что оценили открытые для концепций и творческого поиска англичане, французские зрители встретили скорее настороженно. Эмиль Золя рассуждая об эволюции театрального костюма писал про неё: 

«Мадемуазель Салле, знаменитая балерина Парижской оперы, первой осмелилась появиться в „Пигмалионе“ без фижм, без юбки и корсета, в лёгкой кисейной тунике, с распущенными волосами и без всяких украшений на голове. Во Франции она натолкнулась на такие препятствия, на такую злую волю, что ей пришлось уехать в Лондон и там создать роль Галатеи. Позднее она пользовалась в Париже большим успехом»
Мария Салле по праву считается одной из самых интересных и значительных фигур в истории балета XVIII столетия — недаром именно её называли Терпсихорой Франции.
- Портрет Марии Салле.

## Память
Портрет Салле с обозначением года её дебюта (1721), написанный Гюставом Буланже по портрету кисти Ланкре, располагается на фризе Танцевального фойе Гранд-Опера среди других двадцати портретов выдающихся танцовщиц Оперы конца XVII — середины XIX веков.